# نايجل إتش جونز
نايجل إتش جونز (بالإنجليزية: Nigel H. Jones)‏ هو كاتب سير ومؤرخ وصحفي بريطاني، ولد في 1961.